# Symphlebia similis
Symphlebia similis là một loài bướm đêm thuộc phân họ Arctiinae, họ Erebidae.